# コミックギア
『コミックギア』は、芳文社が発行していた日本の青年向け漫画雑誌。2009年8月11日創刊。しかし現在はVol.003以降の刊行が中止され、正式には雑誌扱いではなかったが事実上の休刊状態にある。
キャッチコピーは、「マンガ誌の作り方、変えてみました。」。　

## 概要
『コミックギア』は一般的な漫画誌と異なり、「連載作家全員が毎日1つの仕事場に集まり作業をし、漫画家同士が協力しあって作る」という今までに無い制作方法を採用している。なおこの企画を提案したのが制作総指揮を担当している漫画家のヒロユキであり、自身も掲載作家として参加している。即ち、発行元である芳文社はヒロユキの提案を採用した形となる。
また『コミックギア』は正確には漫画雑誌ではなく、芳文社のまんがタイムKRコミックス ギアシリーズレーベルから発行される単行本（アンソロジーコミック）である。よって通常の漫画雑誌よりバックナンバーの購入も容易である。掲載作品の単行本は、同レーベルから『スーパー俺様ラブストーリー』のみ刊行された。(『GoodGame』は移籍後1巻が発刊。)
ヒロユキは、本誌の休刊に伴い移籍した『GoodGame』以外の作品の続きが読めるかどうかは、各作者のホームページなどをチェックしてほしいと公式サイト上に掲載したが、現在まで連載はされていない。

## 特徴・内容の傾向
制作総指揮のヒロユキの説明によると、漫画家同士が同じ場所で作業をする事により「漫画に関する知識や技術を共有」でき、「ネームの回し読みなども全員で行う」ことができるので、ダメだと思えばお互いにダメ出しをし、「苦手な分野があれば得意としている別の漫画家がアドバイスする」などの協力関係が得られるのがメリットとしている。ただし、担当編集者も最後に原稿に目を通しているので、芳文社側が一切関わっていないという訳ではない。
掲載作家陣のほとんどは、同人誌制作集団『H-project』のメンバーであるが、この『H-project』は『コミックギア』に載せる事の出来る水準の漫画が描けるようにする、言わば訓練場のような形で作ったものとヒロユキが発言している。
内容については、コマの大きさと見開きの多さによる、作品のストーリーに反してページ数が異常に多い状態になっており、「水増し」と批判が多かった。そして懸念されていた通り、プロデビュー済みのヒロユキ以外の作家陣は押し並べて、画力、構成、演出力、作品コンセプト、アイデア等がプロの描いた漫画と呼べる水準にまるで達していない低クオリティであった。(画力、構成力などがプロの水準を満たしているヒロユキですら、常識的なコマ割りなら15ページ前後程度で終わる展開の作品を無理矢理、50〜60ページに水増しして描いていたため、面白さ以前に、読者に凄まじい違和感を与える、漫画として成立しているか怪しい代物であった。)このような「水増し方針」に出た理由は、雑誌を分厚くすることによって書店で目立ちやすくし、購買意欲を煽るためであった。
表紙、誌内にも芳文社以外の広告は一切ない。
休刊後、ヒロユキは本誌の問題点として、自身の編集者(実質編集長)としては結局ズブの素人であったための致命的な能力不足、芳文社側の編集者が語字、脱字チェックのみにしか関わっておらず(それでも連載作の作中の擬音が、日本語として明らかに不自然な箇所があったり、創刊号のある作品の扉ページの作家クレジットが抜けていたりと、校正が機能していなかった疑惑もある。)、　作家陣がほぼ新人(ヒロユキを除く)で読者を呼べなかったことを挙げている。
主宰のヒロユキは創刊当時、まだ商業デビュー作の『ドージンワーク』しかヒット作が無く、斬新なコンセプトの新雑誌を創刊するには、余りにもキャリアが足りず無謀であるという声が創刊前から多く、しかもヒロユキ本人や他作家の成功への自信過剰(ビッグマウス的）なネット上の言動や広報活動が目立ったため、ヒロユキのファンからすらも失敗の懸念の声が大半だった。結果、不自然な水増し描写ばかりの不気味さ、そして到底プロレベルではない(プロのヒロユキすら手抜き感が強く感じられる)低品質な連載内容、そして2号での実質上休刊という、大方の予想通りの大失敗は、大きな嘲笑を買った。2025年時点、数作のヒット作を輩出したヒロユキであったが、未だにファンからは本誌をギャグのネタとして「コミックギアの復刊はいつですか？」とイジられることがある。

## 歴史
- 2009年8月11日 - 創刊号（Vol.001）発売。価格は590円。この日、秋葉原のとらのあなやアニメイトでは作家全員が宣伝に出るという、かつてない光景が見られた。ISBN 978-4-8322-7833-2
- 2009年11月11日 - Vol.002発売。事実上の最終号だが、当初はこの号より隔月刊行開始の予定であった。ISBN 978-4-8322-7859-2
- 2009年12月22日 - 公式ウェブサイトや制作部BLOGなどで正式にVol.003以降の発行中止が宣言される[2][7]。

## 連載作品
（創刊号表紙に記載されている名前順）
- スーパー俺様ラブストーリー（ヒロユキ） - 1・2号ともに表紙となる
- マシンガンソウル（じゅら）
- GoodGame（友吉）
- デスハート（佐藤ユーキ）
- GHOST RUSH（ユーゴ）
- ヒヨコと道化と不思議の町と（とりねこ。）
- 大魔王ザキ!!（若林稔弥）
- ASHURA（櫻井マコト）
- プリンセスサマナー（九品そういん）